# Желтухин (хутор)
Желтухин — хутор в Иловлинском районе Волгоградской области, в составе Авиловского сельского поселения.
Население — 463 (2010)

## Общая физико-географическая характеристика
Хутор расположен в степи, у правого берега реки Иловля, напротив рабочего посёлка Иловля. Центр хутора расположен на высоте около 45 метров над уровнем моря. К югу от хутора — Арчединско-Донские пески. Почвы — тёмно-каштановые и пойменные засоленные.
Автомобильными дорогами с твёрдым покрытием хутор Желтухин связан с районным центром посёлком Иловля (4,3 км) и хутором Тары (5 км). По автомобильным дорогам расстояние до областного центра города Волгограда составляет 89 км. Ближайшая железнодорожная станция Иловля-I расположена в рабочем посёлке Иловля.
Климат
Климат умеренный континентальный (согласно классификации климатов Кёппена — Dfa). Температура воздуха имеет резко выраженный годовой ход. Среднегодовая температура положительная и составляет + 7,9 °С, средняя температура января −7,9 °С, июля +23,5 °С. Расчётная многолетняя норма осадков — 386 мм, наибольшее количество осадков выпадает в июне (43 мм), наименьшее в марте (22 мм).

## История
Хутор относился к юрту станицы Иловлинской Второго Донского округа Области Войска Донского (до 1870 года — Земля Войска Донского). В Списке населённых мест Земли Войска Донского 1862 года издания, составленном по данным 1859 года, в юрте станицы Иловлинской значится два хутора Желтухиных, однако однозначно установить соответствие одного из них хутору не представляется возможным. Согласно Списку населенных мест Области войска Донского по переписи 1873 года на хуторе Желтухин (при реке Иловле) проживало 132 мужчины и 133 женщины. Согласно переписи населения Российской империи 1897 года на хуторе проживали 298 мужчин и 298 женщин, из них грамотных мужчин — 137, грамотных женщин — 5.
Согласно Алфавитному списку населённых мест Области Войска Донского 1915 года на хуторе Желтухин проживало 338 душ мужского и 343 женского пола, на хуторе имелось хуторное правление и 2 мельницы.
В 1921 году в составе Второго Донского округа хутор включён в состав Царицынской губернии. С 1928 года — в составе Иловлинского района Сталинградского округа (округ ликвидирован в 1930 году) Нижневолжского края (с 1934 года — Сталинградского края). В 1963 году Иловлинский район был упразднён, хутор передан в состав Фроловского района. В 1965 году включён в состав вновь образованного Иловлинского района.

## Население
Динамика численности населения по годам:
| 1873 | 1897 | 1915 | 1987 | 2002 |
| ---- | ---- | ---- | ---- | ---- |
| 165  | 596  | 683  | ≈440 | 449  |

| 2010 |
| ---- |
| 463  |